# Świadkowie Jehowy w województwie lubuskim
Świadkowie Jehowy w województwie lubuskim – wspólnota religijna Świadków Jehowy w województwie lubuskim. W wyniku Narodowego Spisu Powszechnego Ludności i Mieszkań 2021 określono liczbę osób na terenie województwa deklarujących swoją przynależność religijną do Świadków Jehowy na 4082. Natomiast liczba głosicieli według opracowania GUS „Wyznania religijne w Polsce 2019–2021” w roku 2021 wynosiła 4182. W lipcu 2024 roku na terenie województwa znajdowały się miejsca zebrań 50 zborów (w tym także zbór i grupa języka migowego oraz dwa zbory rosyjskojęzyczne).

## Historia

### Początki
Działalność Świadków Jehowy na terenie obecnego województwa lubuskiego zapoczątkowali na początku XX wieku niemieccy współwyznawcy (na terenie należącym wtedy do Cesarstwa Niemieckiego).
Nieliczne wzmianki o wczesnej działalności Badaczy Pisma Świętego na tych terenach pojawiają się w niemieckojęzycznych wydaniach „Strażnicy”. Według relacji z 1906 roku, wiosną tamtego roku w Gubinie i okolicach wykłady biblijne wygłosił przedstawiciel niemieckiego biura Badaczy Pisma Świętego, pielgrzym Otto A. Kötitz. W grudniu 1917 roku pielgrzym Emil Zellmann odwiedził grupę wyznawców działającą w Krzepielowie. W marcu 1919 roku grupy w Krzepielowie oraz w Nowej Soli odwiedził przedstawiciel niemieckiego biura, pielgrzym Karl Wellershaus.
W latach 20. XX wieku grupy wyznawców działały w Strzelcach Krajeńskich i Nowej Soli. W lutym 1921 roku wykłady biblijne odbywały się m.in. w Szprotawie i Tuplicach.
Według danych z września 1931 roku, funkcjonowały zbory w Żaganiu, Kostrzynie nad Odrą i Gorzowie Wielkopolskim. 9 i 10 lipca 1932 roku w Żaganiu w lokalu Hansa Schlottmanna przy Lazarettstrasse 15/II (obecnie ul. Lubuska) zorganizowano pierwszy niewielki kongres na tym terenie. W 1932 roku zbory Świadków Jehowy w Żaganiu, Gubinie, Nowej Soli, Lipinkach Łużyckich i Zielonej Górze odwiedził Robert Arthur Winkler, który w późniejszym czasie nadzorował działalność Świadków Jehowy w Holandii i w Niemczech. Według danych z wiosny 1933 roku, zbory funkcjonowały także w Jasieniu i Szprotawie.

### Okres powojenny
W 1945 roku we Wschowie działało 5 głosicieli, a dwa lata później 8. W 1946 roku działalność misyjną w Gorzowie Wielkopolskim rozpoczął Jan Pieniewski z żoną. Obecność Świadków Jehowy w Gorzowie Wielkopolskim odnotowano w dokumentach władz z maja 1946 roku. Zebrania odbywały się w mieszkaniu przy ul. Mieszka I 21.
W roku 1947 powstały grupy wyznawców w Starych Bielicach i Drezdenku. Nie posiadali własnych sal królestwa, lecz zbierali się w mieszkaniach prywatnych. W roku 1950 na terenie działania dwóch parafii katolickich w Zielonej Górze (obejmujących nieco większy teren niż samo miasto) liczba świadków Jehowy w wynosiła 160. W latach 1945–1951 liczba świadków Jehowy na terenie działania zielonogórskiego dekanatu wzrosła z 40 do 179. Aktywna działalność misyjna Świadków Jehowy oraz ich niezłomna postawa wzbudzała poczucie zagrożenia wśród katolików. Zdarzały się w związku z tym przykłady szczególnego ostracyzmu wobec świadków Jehowy lub nawet ich dzieci.
W czerwcu 1947 roku w Gorzowie Wielkopolskim działało 150 głosicieli, a pół roku później ich liczba się podwoiła.
W dniach 17–19 października 1947 roku w sali sportowej OM TUR przy ul. Kosynierów Gdyńskich w Gorzowie Wielkopolskim odbyła się tzw. konwencja (zgromadzenie) z udziałem około 1000 osób. Według publikacji IPN w czasie tej konwencji uczestniczący w niej zostali obrzuceni kamieniami przez tłum zgromadzony pod salą. Winą za napad na lokal władze bezpieczeństwa obarczyły grupę młodzieży z Katolickiego Stowarzyszenia Młodzieży, harcerzy, uczniów gimnazjalnych oraz duchowieństwo. W roku 1948 kolejna konwencja odbyła się w Karninie (obecnie dzielnica Gorzowa Wielkopolskiego). Konwencja z udziałem ok. 300 osób odbyła się również w okolicach Maszewa.
W grudniu 1948 roku w zborze w Nowej Soli działało około 50 głosicieli.
Pod koniec 1948 roku w Gorzowie Wielkopolskim działało około 100 głosicieli. W maju 1949 roku zebrania odbywały się tam w mieszkaniu przy ul. Grobli 2 oraz przy ul. Wasilewskiej (obecnie ul. Sikorskiego). Przewodniczącym zboru był Jan Pieniewski. Działalność kaznodziejską prowadzili również m.in. Marian Pawlaczyk, Piechanowski, Ler i Cecylia Nowicka.

### Zakaz działalności
W roku 1950 według szacunków WUB na terenie województwa zielonogórskiego działały 42 grupy i co najmniej 1500 głosicieli.
W tym samym roku nastąpiła fala aresztowań i od tego roku działalność prowadzona była konspiracyjnie. Odebrano sale królestwa (m.in. w Gorzowie Wielkopolskim przy Grobli 2). Od kwietnia do września 1950 UB aresztowało grupę wyznawców – najwięcej w Krośnie Odrzańskim. Na koniec 1950 roku spośród 30 aresztowanych w województwie zielonogórskim, 5 zostało skazanych na bezwzględne kary pozbawienia wolności. Wśród nich był Tadeusz Klara, aresztowany 3 lipca 1950 roku w Kożuchowie i skazany na 4 lata więzienia. Przed Wojskowym Sądem Rejonowym w Zielonej Górze toczyło się kilka procesów przeciwko świadkom Jehowy. Zarzucano im organizowanie zebrań, przechowywanie i rozpowszechnianie nielegalnej literatury oraz utrzymywanie kontaktów organizacyjnych z kierownictwem obwodu. W Gorzowie Wielkopolskim represje dotknęły m.in. Jana Piniewskiego, którego uwięziono.
W 1956 roku trzech wyznawców zostało skazanych na kary więzienia za przynależność i działalność w związku wyznaniowym Świadków Jehowy na terenie jednej z gromad województwa. W 2000 roku w efekcie kasacji wniesionej przez prokuratora generalnego, Sąd Najwyższy uchylił tamte wyroki i wszystkich trzech uniewinnił.
W maju 1956 roku, według informacji lokalnych władz, w Gorzowie Wielkopolskim było około 40 świadków Jehowy, którzy spotykali się w mieszkaniu Adama Ziółkowskiego przy ul. Armii Czerwonej 10. Działalność w konspiracji wymagała jednak częstych zmian miejsca spotkań. Były nimi również mieszkania Fedorowicza przy ul. Jagiellończyka 4, Skotarczyka przy ul. Mieszka I 50 oraz Paszkiewicza przy ul. Mieszka I. Według sprawozdania członka Powiatowej Rady Narodowej w Żaganiu z 1956 roku, we wcześniejszym okresie zdarzały się przypadki przejścia świadków Jehowy do Adwentystów Dnia Siódmego, którzy mieli bardziej tolerancyjny stosunek do instytucji państwa.
W następnych dziesięcioleciach – już w czasie zakazu działalności – powstały kolejne zbory. Według władz, w roku 1965 na terenie miasta i powiatu gorzowskiego mieszkało około 500 Świadków Jehowy, z czego 120 w samym Gorzowie Wielkopolskim. W 1965 roku część wyznawców z powiatów zielonogórskiego i lubuskiego – wskutek zabiegów kaznodziei Heikego – przeszła do Zjednoczonego Kościoła Ewangelicznego.
Według danych UB w 1969 roku najwięcej głosicieli mieszkało w następujących powiatach: gorzowskim (177), żarskim (174), nowosolskim (165), międzyrzeckim (122), żagańskim (105), głogowskim (104), krośnieńskim (99), świebodzińskim (94), zielonogórskim (92), lubskim (88), sulechowskim (78), strzeleckim (75), szprotawskim (62), słubickim (50), sulęcińskim (43) i wschowskim (25). Ogółem 1555 głosicieli.

### Czas „odwilży”
Od roku 1982 rozpoczęto ponownie wynajmować hale sportowe, a od następnego roku również stadiony, na kongresy.
Według służb państwowych w 1984 roku na terenie województwa gorzowskiego Świadkowie Jehowy posiadali 14 zborów. Trzy lata później nastąpił dalszy rozwojów działalności. W Gorzowie Wielkopolskim działały 4 zbory: Zawarcie, Zachód, Północ, Widok, a w każdym z nich 4 lub 5 ośrodków służby. Ogółem w tym mieście było ich 18. Skupiały one wówczas łącznie 229 głosicieli. Na terenie województwa gorzowskiego Świadkowie Jehowy posiadali także zbory w Barlinku, Choszcznie oraz Dębnie.
Według informacji Wydziału ds. Wyznań w Zielonej Górze, w 1986 roku w ciągu pierwszych dziesięciu miesięcy Świadkowie Jehowy zorganizowali na terenie województwa zielonogórskiego ponad 48 zgromadzeń, z których każde liczyło od 100 do 450 osób.
Według raport władz w połowie lat 80. wzmożonymi rejonami aktywności Świadków Jehowy były obok Gorzowa Wielkopolskiego, Strzelce Krajeńskie, Dębno, Słubice i Kostrzyn.

### Ponowna rejestracja prawna i rozwój

#### Kongresy i zgromadzenia
Kongresy regionalne odbywają się w zielonogórskiej hali CRS (2011–2012, 2014–2018, 2023 i 2024) (w poprzednich latach odbywały się na Stadionie MOSiR w Zielonej Górze (1996–2005, 2010), a dla zborów z północnej części województwa odbywały się na stadionie żużlowym w Gorzowie Wielkopolskim (2014, 2015, 2017), a zgromadzenia obwodowe (w latach 2001–2020, 2022) w Sali Zgromadzeń w Stęszewie koło Poznania. Do roku 2000 również w Zielonej Górze i Gorzowie Wielkopolskim (m.in. w hali ZSTiO).

#### Sale Królestwa
Powstały nowe sale królestwa. Na początku lat 90. Świadkowie Jehowy posiadali w Gorzowie Wielkopolskim trzy sale królestwa przy ul. Taszyckiego 9, ul. Krańcowej 25 oraz ul. Śląskiej, a głosiciele należeli do 8 zborów. W 1996 roku otwarto w tym mieście nowy obiekt przy ul. Okólnej 50. W listopadzie 2000 roku sala królestwa powstała w Szprotawie, a w później m.in. w 2017 roku w Gubinie, w 2019 roku w Strzelcach Krajeńskich. W 2024 roku trwała budowa nowego obiektu w Cybince.

#### Działalność kaznodziejska
W 2008 roku na terenie województwa działało 67 zborów. W 2009 roku było 4736 głosicieli w 67 zborach. W 2010 roku było 4714 głosicieli w 67 zborach oraz 37 Sal Królestwa.
W 2015 roku było 4343 głosicieli w 52 zborach. W roku 2018 liczba głosicieli wynosiła 4207, należących do 47 zborów. W 2019 roku funkcjonowało 48 zborów, w których usługiwało 359 starszych zboru, w 2020 roku było 4166 głosicieli w 48 zborach i 355 starszych zboru. W 2021 roku było 4182 głosicieli należących do 48 zborów, w których usługiwało 355 starszych zboru.

#### Działalność wśród obcokrajowców i głuchych
Działalność kaznodziejska prowadzona jest także wśród obcokrajowców. Oprócz języka polskiego i polskiego j. migowego zebrania zborowe odbywają się również w języku rosyjskim.

#### Działalność w ośrodkach penitencjarnych
Specjalnie przygotowani kaznodzieje odwiedzają zakłady karne i areszty na terenie województwa aby prowadzić tam działalność duszpasterską, według danych z 2016 roku w: Gorzowie Wielkopolskim, Zielonej Górze, Lubsku i Nowej Soli
Świadkowie Jehowy w ramach wolontariatu prowadzą także działalność w Strzeżonym Ośrodku dla Cudzoziemców w Krośnie Odrzańskim.

#### Wystawy, konkursy i konferencje naukowe oraz historyczne poświęcone represjom w trakcie II wojny światowej i okresu powojennego
28 października 2010 roku zorganizowano konferencję poznańskiego oddziału Instytutu Pamięci Narodowej „Władze wobec Kościołów i związków wyznaniowych na Środkowym Nadodrzu w latach 1945–1956”. W jej ramach Anna Chabasińska wygłosiła referat „Lubuscy Świadkowie Jehowy wobec represji komunistycznego państwa w latach 1945–1956”, dotyczący represji władz wobec lubuskich Świadków Jehowy. Na podstawie przeprowadzonych badań w 2012 roku IPN wydał książkę „Władze wobec Kościołów i związków wyznaniowych na Środkowym Nadodrzu w latach 1945–1956”, zawierającą rozdział Anny Chabasińskiej „Lubuscy Świadkowie Jehowy wobec represji komunistycznego państwa w latach 1945–1956”.

## Zbory
Poniższa lista obejmuje zbory zgromadzające się na terenie województwa:
Na terenie miast na prawach powiatu
- Gorzów Wielkopolski: 9 zborów: Centrum, Dolinki (w tym grupa języka migowego), Górczyn, Północ, Rosyjski, Widok, Zawarcie–Wschód, Zawarcie–Zachód, Zachód
- Zielona Góra: 8 zborów: Chynów, Jędrzychów, Kisielin, Migowy, Rosyjski, Słoneczne, Śródmieście, Zacisze

Na terenie powiatów

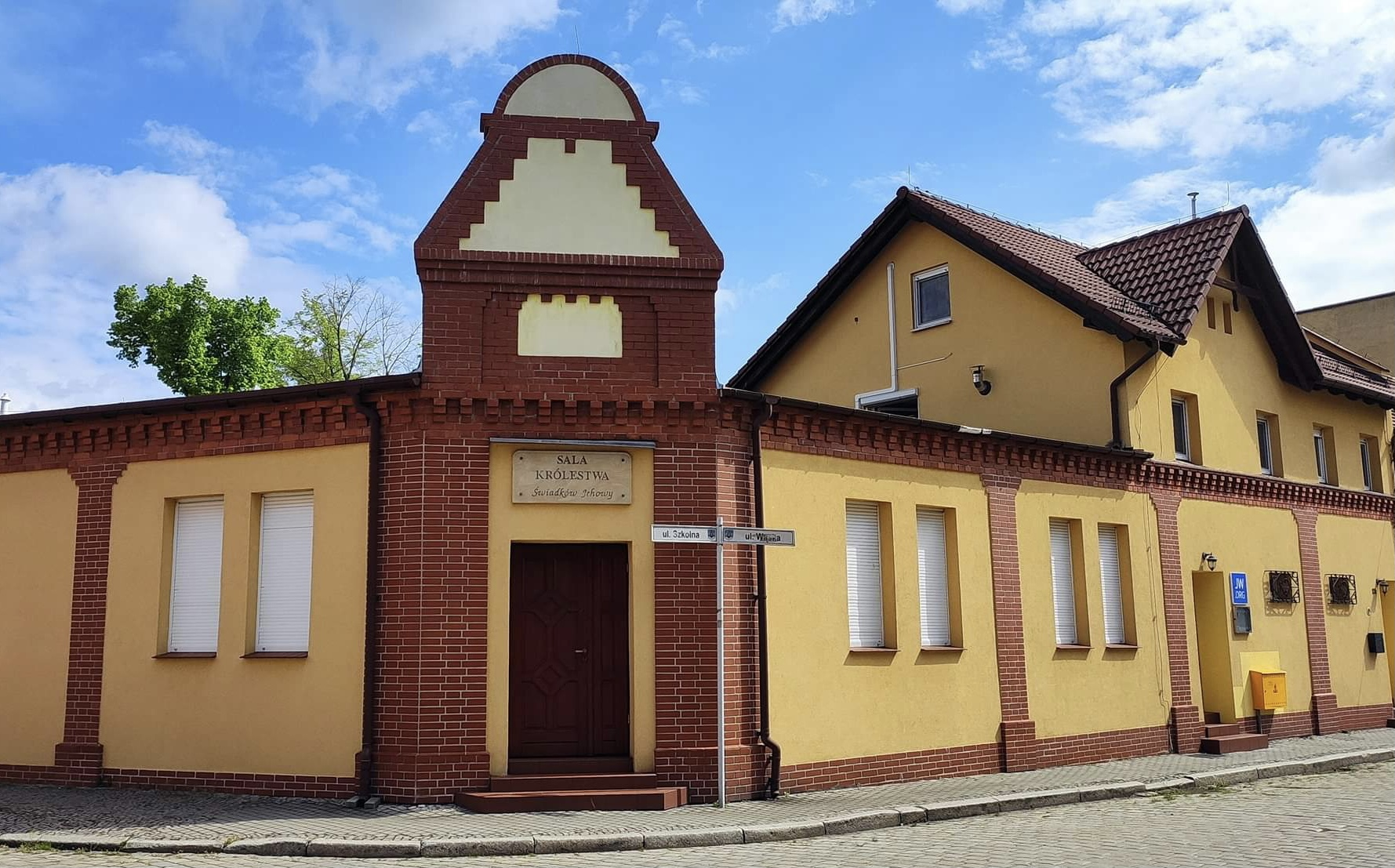
Sala Królestwa w Krośnie Odrzańskim

- powiat gorzowski: 3 zbory: Kostrzyn n. Odrą–Południe, Kostrzyn n. Odrą–Północ, Witnica
- powiat krośnieński: 3 zbory: Gubin, Krosno Odrzańskie–Południe, Krosno Odrzańskie–Północ
- powiat międzyrzecki: 2 zbory: Międzyrzecz, Skwierzyna
- powiat nowosolski: 4 zbory: Kożuchów, Nowa Sól–Odra, Nowa Sól–Otyń, Nowa Sól–Zatorze
- powiat słubicki: 3 zbory: Cybinka (Sala Królestwa: Radomicko), Rzepin, Słubice
- powiat strzelecko-drezdenecki: 1 zbór: Strzelce Krajeńskie
- powiat sulęciński: 1 zbór: Sulęcin
- powiat świebodziński: 2 zbory: Świebodzin–Centrum, Świebodzin–Widok
- powiat wschowski: 1 zbór: Sława
- powiat zielonogórski: 3 zbory: Kargowa, Sulechów–Południe, Sulechów–Północ
- powiat żagański: 4 zbory: Iłowa, Szprotawa, Żagań–Zaborze, Żagań–Zachód
- powiat żarski: 6 zborów: Jasień, Lubsko, Łęknica (Sala Królestwa: Tuplice), Żary–Osiedle, Żary–Śródmieście, Żary–Zachód